# Journal of Monetary Economics
De Journal of Monetary Economics is een peer-reviewed wetenschappelijk tijdschrift met als  onderzoeksgebied de macro-economie en de monetaire economie. Het wordt uitgegeven door Elsevier en werd in oktober 1973 opgericht door Karl Brunner en Charles I. Plosser. 
Begin 2002 werd het tijdschrift samengevoegd met de Carnegie-Rochester Conference Series on Public Policy. De laatste reeks werd in 1976 opgericht en werd onafhankelijk uitgegeven, oorspronkelijk door de Noord-Holland Publishing Company. Het is nu een imprint van Elsevier.
Sedert 2009 is Robert G. King de hoofdredacteur.

## Voetnoten
1. ↑  "Merging CRCSPP into the Journal of Monetary Economics" Elsevier
2. ↑  Carnegie-Rochester Conference Series on Public Policy volume 55 OCLC 166695140